# Bratřice
Bratřice település Csehországban, a Pelhřimovi járásban. Bratřice Zhořec, Lukavec, Pacov, Salačova Lhota, Útěchovice pod Stražištěm, Velká Chyška és Vyklantice településekkel határos. Lakosainak száma 151 fő (2024. január 1.).

## Népesség
A település lakosságának változását az alábbi diagram mutatja:
| Lakosok száma | 639  | 428  | 362  | 267  | 220  | 148  | 148  | 143  | 138  | 151  |
|               | 1869 | 1900 | 1921 | 1961 | 1980 | 2011 | 2016 | 2019 | 2021 | 2024 |